# Powództwo przeciwegzekucyjne
Powództwo przeciwegzekucyjne – powództwo, z którego skorzystać może w postępowaniu egzekucyjnym dłużnik bądź osoba trzecia. Kodeks postępowania cywilnego daje bowiem wspomnianym podmiotom możliwość merytorycznej obrony przeciwko egzekucji.
Wyróżnia się dwa powództwa przeciwegzekucyjne:
- powództwo opozycyjne – przysługuje dłużnikowi i służy pozbawieniu tytułu wykonawczego wykonalności w całości lub w części, bądź tylko jego ograniczeniu;
- powództwo ekscydencyjne (zwane też interwencyjnym) – przysługuje osobie trzeciej w celu wyłączenia zajętego przedmiotu spod egzekucji, jeżeli skierowana do tego przedmiotu egzekucja narusza prawa tejże osoby[2].